# Крістін Меґнусон
Крістін Меґнусон  (англ. Christine Magnuson, 17 жовтня 1985) — американська плавчиня, олімпійська медалістка.

## Виступи на Олімпіадах
| Олімпіада  | Дисципліна                        | Місце |
| ---------- | --------------------------------- | ----- |
| Пекін 2008 | плавання на 100 метрів, батерфляй | 2     |
| Пекін 2008 | комплексна естафета 4 × 100       | 2     |